# 황산초등학교 한자분교
황산초등학교 한자분교는 대한민국 전라남도 해남군 황산면 고천암로 1322-39 (한자리)에 있었던 공립 초등학교이다.

## 연혁
- 1962년 9월 20일 황산국민학교 한자분교장 개교
- 1964년 11월 2일 황산남국민학교 승격 인가
- 1984년 6월 4일 병설유치원 개원
- 1996년 3월 1일 황산남초등학교로 개칭
- 2000년 2월 19일 제27회 졸업식(총 1359명)
- 2000년 3월 1일 황산초등학교 한자분교
- 2008년 3월 1일 폐교(황산초등학교로 통합)